# Helgoland (Unterwasserlabor)
Das Unterwasserlabor (auch: Unterwasserlaboratorium) „Helgoland“ ist eine ehemalige deutsche Unterwasserstation und das erste stationäre Tauchsystem zum Sättigungstauchen für den Einsatz in kälteren Gewässern.

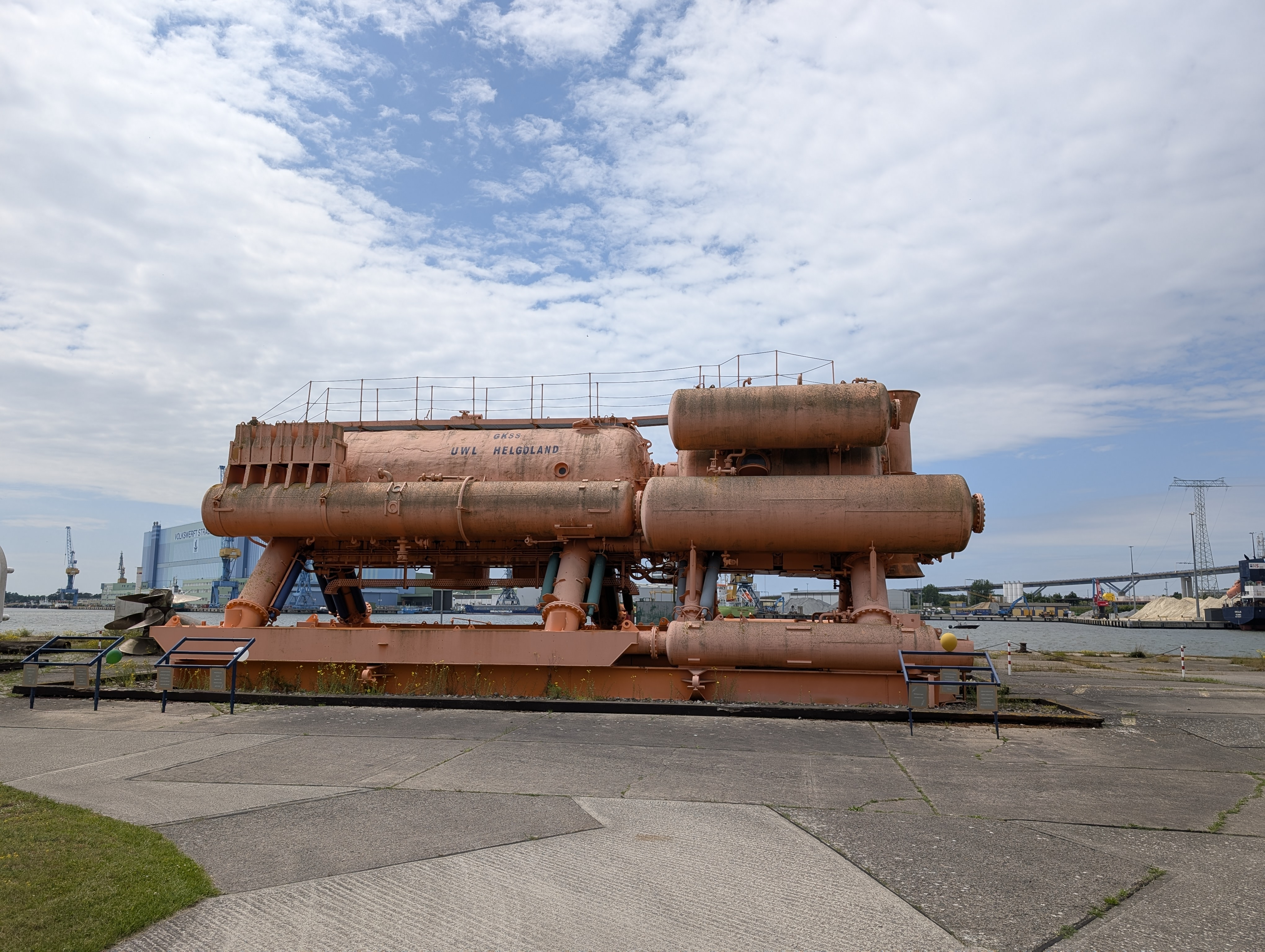
Das Unterwasserlabor „Helgoland“ auf dem Freigelände des Nautineums in Stralsund (2025)

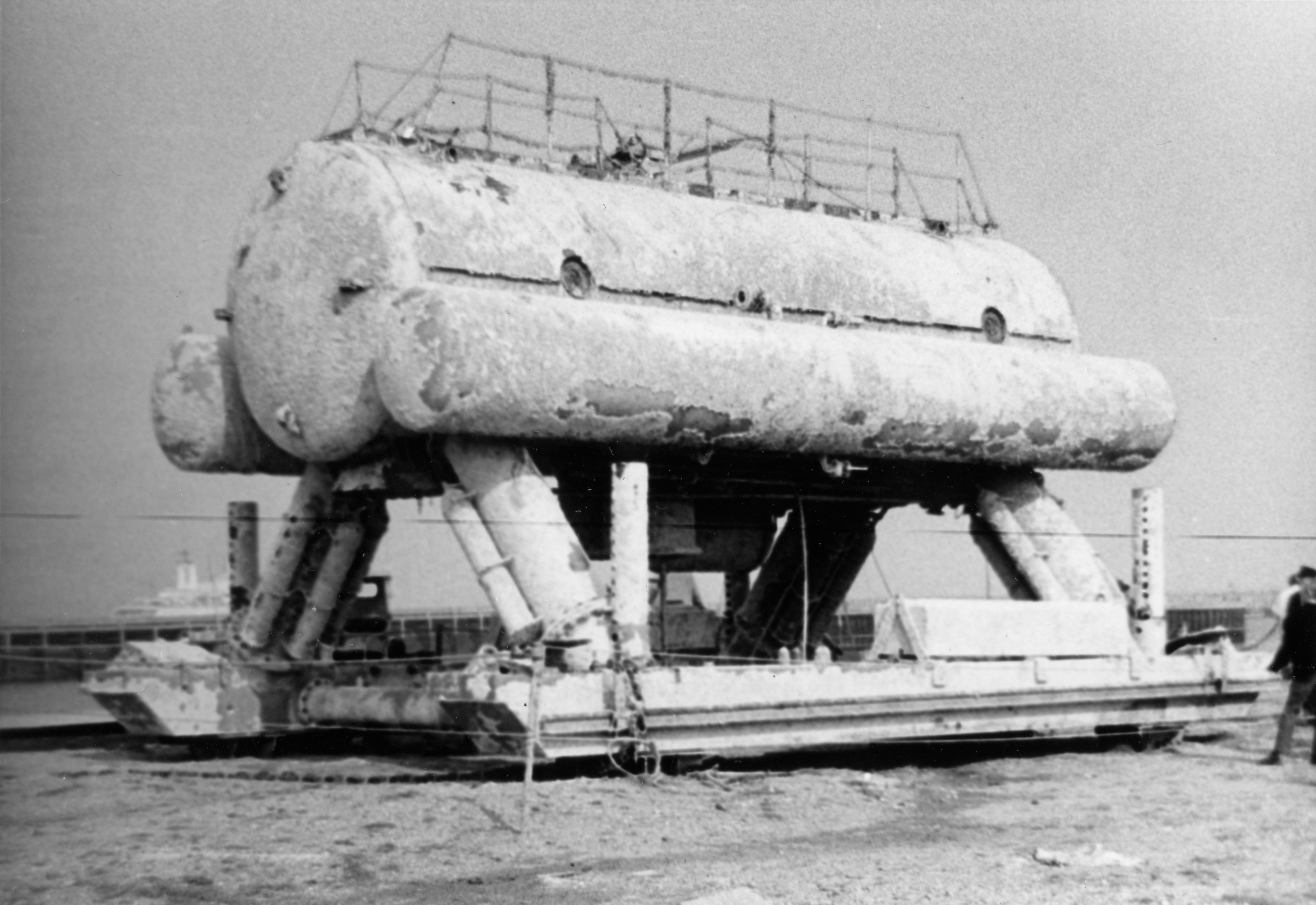
Unterwasserstation „Helgoland“ 1970, noch ohne Anbau

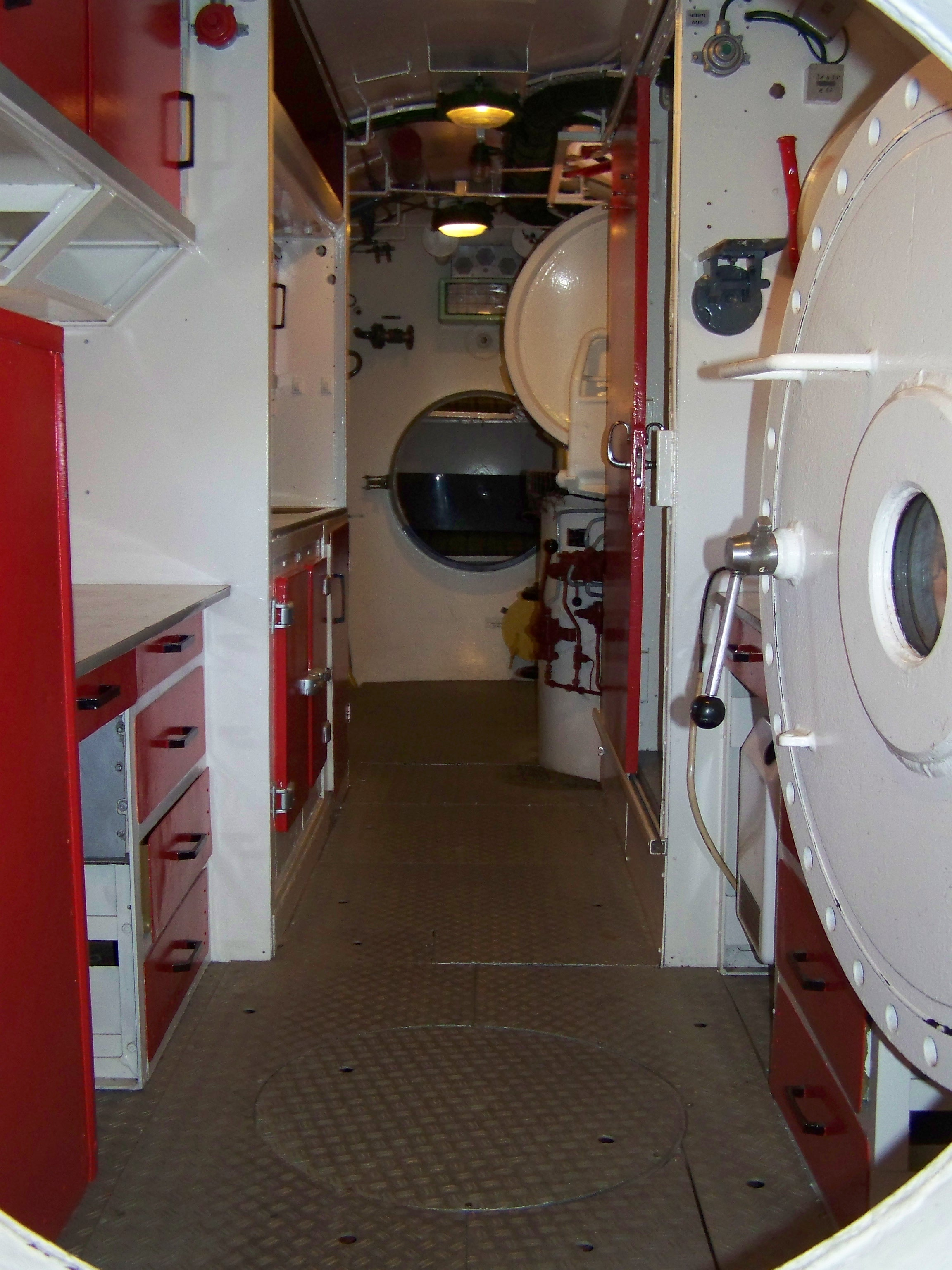
Innenansicht

## Geschichte
Das Unterwasserlabor (UWL) wurde 1969 von der Firma Dräger in Lübeck im Auftrag des Bundesministeriums für Bildung und Wissenschaft für den Betrieb durch die Biologische Anstalt Helgoland gebaut. Die Kosten dafür betrugen 768.000 DM.
Erste Station des Einsatzes war 1969 vor Helgoland. Bei diesem Einsatz kamen Karl-Heinz Schumann und der Student Winfried Kreytenberg am 6. Dezember 1969 in 25 Meter Tiefe südöstlich der Insel Düne bei Arbeiten am Unterwasserlabor ums Leben; sie sollten die Verbindung zwischen Unterwasserlabor und Versorgungstonne lösen. Das Labor wurde im April 1970 vom Schwimmkran Magnus 4 gehoben und auf die Mole im Helgoländer Südhafen gesetzt.
Nach Erfahrungen aus dem ersten Einsatz wurde 1971 ein Nassraum angebaut. Es erfolgte ein weiterer Einsatz vor Eckernförde in neun Meter Tiefe.
Im Jahr 1972 wurde die Station an das GKSS-Forschungszentrum in Geesthacht übergeben. Von diesem wurde es bis 1981 in der Ostsee, der Nordsee und dem Nordatlantik eingesetzt.
Weitere Einsätze waren 1973 erneut vor Helgoland in 23 Meter Tiefe, 1974 in der Lübecker Bucht in 15 Meter Tiefe, 1975 vor Rockport (für die National Oceanic and Atmospheric Administration) in 33 Meter Tiefe sowie in den Jahren 1975 bis 1981 jeweils in der Lübecker Bucht in Wassertiefen zwischen elf und 15 Metern.
1998 übergab das GKSS-Forschungszentrum das UWL als Geschenk an das Deutsche Meeresmuseum. Es wurde auf dem Wasserweg von Geesthacht nach Stralsund transportiert, wo es seitdem im Nautineum Dänholm ausgestellt wird.

## Technische Daten
Der Innenbereich des UWL Helgoland bestand aus einem Wohnbereich von 2,5 m Länge, einem Instrumentierungs- und Maschinenraum von 6,5 m Länge und ab 1973 einem Nassbereich von 4 m Länge. Bei einem Durchmesser von 2,5 m ergibt sich daraus eine nutzbare Grundfläche von 32,5 m².
Das UWL enthielt auf relativ engem Raum alle notwendigen Einrichtungen für einen mehrwöchigen Aufenthalt der Meeresforscher auf dem Meeresboden. Der Druck im Inneren entsprach dem Außendruck; die  Dekompression erfolgte am Ende des Einsatzes. Eine Versorgungstonne an der Wasseroberfläche stellte über Schläuche und Kabel die Versorgung des Labors unter Wasser mit Luft und elektrischer Energie sicher.
Das Unterwasserlabor besitzt eine Klimaanlage und eine gute Wärmedämmung. Durch Flutung der Ballasttanks mit Seewasser wurde das Labor abgesenkt; zum Auftauchen wurde das Wasser mittels Druckluft aus den Tanks gepresst.
- Länge: 14 Meter
- Breite: 7 Meter
- Höhe: 7 Meter
- Gesamtmasse (mit Ballast): 110 Tonnen